# Korpus Fath
Korpus Fath (izvirno nemško Korps Fath) je bil korpus avstro-ogrske kopenske vojske, ki je bil aktiven med prvo svetovno vojno.

## Zgodovina
Korpus je deloval med novembrom 1915 in oktobrom 1916, ko je bil preimenovan v 22. korpus.

## Poveljstvo
Poveljniki
- Heinrich Fath: november 1915 - oktober 1916

Načelniki štaba
- Georg Ludvig: november 1915 - oktober 1916